# گابریل-سوزان دو ویلنوو
گابریل-سوزان دو ویلنوو (فرانسوی: Gabrielle-Suzanne de Villeneuve‎؛ ۲۸ نوامبر ۱۶۹۵ – ۲۹ دسامبر ۱۷۵۵) نویسنده اهل فرانسه بود. او نویسندهٔ نخستین نسخهٔ به‌جامانده از افسانهٔ دیو و دلبر در سال ۱۷۴۰ میلادی است.

## زندگی نامه
گابریل سوزان دو ویلنوو در پاریس به دنیا آمد و همان‌جا درگذشت. او به یک خانواده قدرتمند پروتستان از لاروشل تعلق داشت و از نوادگان آموس باربات، همتای فرانسه و معاون اداره کل املاک در سال ۱۶۱۴ بود. برادرش، ژان آموس، در سال ۱۶۱۰ شهردار لا روشل شد. یکی دیگر از بستگان، ژان باربات (۱۶۵۵-۱۷۱۲)، کاشف اولیهٔ آفریقای غربی و دریای کارائیب بود و به عنوان مامور در کشتی های برده کار می کرد. او پس از اینکه لوئی چهاردهم فرمان نانت را در سال ۱۶۸۵ لغو کرد، برای فرار از آزار و اذیت پروتستان‌ها به انگلستان مهاجرت کرد، مجلات سفر خود را به زبان های فرانسوی و انگلیسی منتشر کرد.
در سال ۱۷۰۶، گابریل سوزان با ژان باپتیست گالون دو ویلنوو، یکی از اعضای خانواده اشرافی از پوآتو ازدواج کرد. در عرض شش ماه پس از ازدواج آنها، او درخواست جدایی دارایی از شوهرش را که قبلاً بسیاری از ارث مشترک قابل توجه آنها را هدر داده بود، کرد. آنها صاحب یک دختر شدند، اما هیچ گزارشی نشان نمی‌دهد که او زنده مانده است. در سال ۱۷۱۱، گابریل سوزان در سن ۲۶ سالگی بیوه شد. او دارایی خود را از دست داد و مجبور شد برای تأمین هزینه زندگی خود به دنبال کار باشد. سرانجام به پاریس بازگشت و در آنجا با پروسپر ژولیوت د کربیلون یا کربیلون پر، مشهورترین نویسنده تراژدی آن دوره آشنا شد. این احتمال وجود دارد که او در اوایل دهه ۱۷۳۰ زندگی مشترک با کربیلون پره را آغاز کرده باشد، اگرچه اولین تاریخ مستند آن سال ۱۷۴۸ است. او تا زمان مرگش در سال ۱۷۵۵ نزد او ماند و در انجام وظایفش به عنوان سانسور ادبی سلطنتی به او کمک کرد، بنابراین او آگاه شد.